# Misiones (província)
Misiones (Missões na sua forma aportuguesada) é uma província argentina situada ao nordeste do país. Limita-se ao oeste com o Paraguai, separada apenas pelo rio Paraná, ao leste, norte e sul com o Brasil e a sudoeste com a Província de Corrientes.

## História
Antes da chegada dos europeus, a província era povoada pelos índios guaranis. O primeiro europeu a chegar à região foi Sebastião Caboto, que, explorando o rio Paraná em dezembro de 1527, achou os saltos de Apipé.
Em 1541, Álvar Núñez Cabeza de Vaca chegou às Cataratas del Iguazú (em português: cataratas do Iguaçu).
No século XVII, a Companhia de Jesus chegou à zona. Os jesuítas iniciaram sua atividade criando reduções. Em poucos anos, chegaram a criar trinta delas. Graças a elas, os índios guaranis, que já começavam a praticar a agricultura, terminaram por adotar o sedentarismo.
Em 1811, o território foi anexado à república do Paraguai por Dr. José Gaspar García Rodríguez de Francia, quando as imensas terras dos jesuítas, que após a sua expulsão, em meados do século XVIII, haviam passado para as mãos do Estado Espanhol, foram arrendadas por baixo preço a camponeses livres.
Em 1814, Gervasio Antonio de Posadas, diretor das Províncias Unidas, anexou Misiones a Corrientes, gerando um problema de autonomia que se prolongou durante setenta anos. Em 1830, Corrientes invadiu a província, até que, em 1838, teve lugar a retomada paraguaia.
A província foi cedida à Argentina em 1852 por Carlos Antonio López, pai de Francisco Solano López, em troca do reconhecimento argentino da independência paraguaia.
Em 1865, se iniciou a guerra do Paraguai, chamada pelos paraguaios Guerra de La Triple Alianza.

"Para a Argentina, a Guerra do Paraguai havia representado um passo decisivo para completar o processo de formação de seu estado nacional, pela eliminação ou incorporação da maioria das oposições provinciais ao governo de Buenos Aires. A oligarquia portenha sentia-se à vontade para aspirar à efetiva aplicação do Tratado da Tríplice Aliança, que lhe daria de presente todo o chaco paraguaio. O governo argentino, chefiado então por Sarmiento (que sucedera a Mitre), e tendo como ministro das relações exteriores Tejedor, empenhou-se em por em prática sua política anexionista.(...)As discussões e disputas se arrastaram por dois anos, tornando-se mais graves a partir de janeiro de 1872, quando o barão de Cotegipe assinou um tratado em separado com o governo títere de Asunción. Os protestos de Buenos Aires levaram a um clima em que a possibilidade de guerra contra o Império não era descartada. Principalmente porque o governo do Rio de Janeiro, apresentando-se como "benévolo", perante os paraguaios, contentou-se com a fixação de fronteiras nos limites reivindicados antes da guerra, e contestados por Solano López (...)Finalmente, a 3 de fevereiro de 1876, o Tratado de Irigoyen-Machain entre Buenos Aires e Asunción, aceito pelo Rio de Janeiro, encerrou a questão. Segundo ele, a Argentina teria uma parte do território do Chaco até o rio Pilcomayo, e as tropas brasileiras se retiravam do Paraguai, respeitando as cláusulas brasileiro-paraguaias de 1872."
Como vemos, como resultado da Guerra, que se encerrou em 1870, além de Misiones, os paraguaios perderam a região do Chaco, correspondente à Província de Formosa para a Argentina.
Conforme transcrito acima, ambas as anexações foram definitivamente reconhecidas em 1876, depois do Tratado de Irigoyen-Machain que firmou a paz com a Argentina.
Em 10 de dezembro de 1953, a lei 14 294 dispôs a provincialização do Território Nacional de Misiones.

## Aspectos geográficos
Sua superfície faz que Misiones seja a segunda menor província da Argentina depois de Tucumán. Apresenta a forma de cabo de frigideira.
Integra o maciço de Brasília através da meseta misionera. Suas rochas contêm importantes quantidades de ferro. Este se decompõe e faz parte do solo, outorgando-lhe a cor vermelha característica. Pelo centro da meseta se eleva a Serra de Misiones, que chega a sua maior altitude, 843 m, em Bernardo de Irigoyen, no Cerro Rincón.

### Clima
Desenvolve-se o clima subtropical sem estação seca, o que converte Misiones numa das províncias mais úmidas do país. Os ventos predominantes são os do noroeste, sudeste e este. Parte da vegetação foi transformada pelo homem para implantar cultivos ou pecuária. O bioma original se encontra protegido no Parque Nacional Iguazú.

### Recursos hídricos
A província se encontra abraçada por três grandes rios: o Paraná, o Uruguai e o Iguazú, canais naturais de escoamento de uma região com chuvas abundantes.

### Divisão administrativa
A província se encontra dividida em 17 departamentos. A constituição da província foi aprovada o 21 de abril de 1958.
|                               |                         | |
| Departamento                  | Capital                 | Outros municípios                                                                                          |
| 25 de Mayo                    | Alba Posse              | Colonia Aurora, 25 de Mayo                                                                                 |
| Apóstoles                     | Apóstoles               | Azara, San José, Tres Capones                                                                              |
| Cainguás                      | Campo Grande            | Aristóbulo del Valle, Dos de Mayo                                                                          |
| Candelaria                    | Santa Ana               | Candelaria, Bonpland, Loreto, Cerro Corá, Mártires, Profundidad                                            |
| Capital                       | Posadas                 | Fachinal, Garupá                                                                                           |
| Concepción                    | Concepción de la Sierra | Santa María                                                                                                |
| Eldorado                      | Eldorado                | Colonia Delicia, 9 de Julio, Santiago de Liniers, Colonia Victoria                                         |
| General Manuel Belgrano       | Bernardo de Irigoyen    | Comandante Andrés Guacurarí, San Antonio                                                                   |
| Guaraní                       | El Soberbio             | San Vicente                                                                                                |
| Iguazú                        | Puerto Esperanza        | Puerto Iguazú, Colonia Wanda, Puerto Libertad                                                              |
| Leandro N. Alem               | Leandro N. Alem         | Cerro Azul, Dos Arroyos, Gobernador López, Arroyo del Medio, Olegario Víctor Andrade, Caá Yarí, Almafuerte |
| Libertador General San Martín | Puerto Rico             | Garuhapé, Capioví, El Alcázar, Puerto Leoni, Ruiz de Montoya                                               |
| Montecarlo                    | Montecarlo              | Puerto Piray, Caraguatay                                                                                   |
| Oberá                         | Oberá                   | Campo Ramón, Campo Viera, Guaraní, Los Helechos, Colonia Alberdi, Panambí, San Martín, General Alvear      |
| San Ignacio                   | San Ignacio             | Jardín América, Santo Pipó, Corpus, Gobernador Roca, Hipólito Yrigoyen, General Urquiza, Colonia Polana    |
| San Javier                    | San Javier              | Itacaruaré, Mojón Grande, Florentino Ameghino                                                              |
| San Pedro                     | San Pedro               | |

## Economia
O maior aporte a sua economia provém da selva. As principais espécies exploradas são Pinheiro do Paraná, Guatambu, Cedro, Petiribi, Incenso, Cana fístula, Anchico, Eucaliptus e Gueycá. Outra fonte de recursos é o cultivo de erva-mate, o cultivo de chá e, em menor medida, de tabaco, da cana-de-açúcar, do arroz e do café. A produção de gado é escassa e essencialmente de bovinos.

## Principais cidades

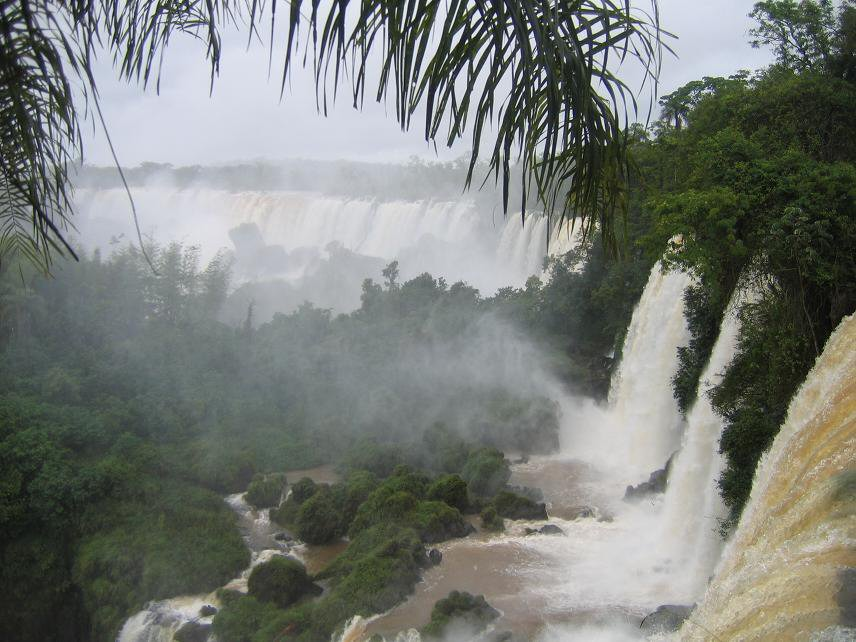
Cataratas do Iguaçu, Argentina

- Posadas
- Oberá
- Eldorado
- Jardín América
- Puerto Rico
- Puerto Iguazú
- Apóstoles
- San Vicente

## Turismo
Com respeito ao turismo, podemos dividir a província em 5 sub-regiões:
- Região das Águas Grandes
- Região da Selva
- Região das Flores
- Região das Serras Centrais
- Região do Sul